# División de Mirpur Khas
La división de Mirpur Khas (en urdu : میرپور خاص ڈویژن) es una subdivisión administrativa de la provincia de Sind en Pakistán. Cuenta con 2,5 millones de habitantes en 2017, y su capital es Mirpur Khas.
Como todas las divisiones pakistaníes, fue derogada en 2000 y luego restablecida en 2011 por el gobierno provincial. En 2004 el distrito de Sanghar fue anexado a la nueva división de Shaheed Benazirabad.
La división reagrupa los distritos siguientes:
- Mirpur Khas
- Tharparkar
- Umerkot, único distrito de Pakistán con mayoría no musulmana (52,15 % de hindúes según el censo de 2017).[4]